# Conicipithea addens
Conicipithea addens är en tvåvingeart som först beskrevs av Walker 1860.  Conicipithea addens ingår i släktet Conicipithea och familjen bredmunsflugor. Inga underarter finns listade i Catalogue of Life.